# Aleksander Buksa
Aleksander Buksa (* 15. Januar 2003 in Krakau) ist ein polnischer Fußballspieler. Der Stürmer steht seit 2024 bei Górnik Zabrze unter Vertrag.

## Karriere

### Verein
Der in Krakau geborene Buksa spielte in den Jugendmannschaften von Bronowianka Krakau und AP 21 Krakau, bevor er im Sommer 2014 in die Nachwuchsakademie von Wisła Krakau eintrat. Am 22. April 2019 (31. Spieltag) debütierte der Stürmer mit 16 Jahren in der höchsten polnischen Spielklasse, als er bei der 2:3-Heimniederlage gegen Wisła Płock in der 86. Spielminute den erfahrenen Sławomir Peszko ersetzte. Im weiteren Verlauf der Saison 2018/19 kam er in drei weiteren Ligaspielen zu Kurzeinsätzen. In der darauffolgenden Spielzeit 2019/20 war Buksa bereits ein fester Bestandteil des Kaders von Wisłas Kampfmannschaft. Am 23. August 2019 (6. Spieltag) erzielte er bei der 2:3-Auswärtsniederlage gegen Jagiellonia Białystok sein erstes Tor, womit er zum jüngsten Ligatorschützen in der Vereinsgeschichte avancierte. In dieser Saison gelangen ihm in 21 Ligaspielen insgesamt vier Tore. In der Spielzeit 2020/21 kam er zu 13 Einsätzen in der höchsten polnischen Spielklasse.
Zur Saison 2021/22 wechselte er in die Serie A zum CFC Genua. Dort kam er im ersten Jahr neben vier Kurzeinsätzen bei den Profis hauptsächlich in der Jugendmannschaft zum Einsatz. Die Saison endete mit dem Abstieg von Genua in die Serie B.
Im Sommer 2022 wurde Buksa zur Erlangung von Spielpraxis an den belgischen Erstligisten Oud-Heverlee Löwen für die Saison 2022/23 mit anschließender Kaufoption verliehen. Er wurde aber nicht in der ersten Mannschaft eingesetzt, sondern bestritt nur 16 von 20 möglichen Ligaspielen in der U-23-Mannschaft, die in der 1. Division Amateure spielt. Ende Januar 2023 wurde die Beendigung der Ausleihe vereinbart.
Kurz darauf wurde eine erneute Ausleihe an Belgien, diesmal zur U-23-Mannschaft von Standard Lüttich, die in der Division 1B spielt, bis zum Ende der Saison vereinbart. Dabei wurde er auch am 19. Februar 2023 im Nachholspiel gegen die U-23-Mannschaft von KRC Genk eingesetzt. Dieses Spiel hätte ursprünglich vor der Verpflichtung Buksas ausgetragen werden sollen, war aber witterungsbedingt verlegt wurden. Daher war er für dieses Spiel nicht spielberechtigt. Die Disziplinarkommission des Königlich Belgischen Fußballverbandes entschied Anfang April 2023, dass beiden Vereinen der durch das Unentschieden errungene Punkt aberkannt wird, verzichtete aber auf eine Wertung als zwangsweise Niederlage. Dieses Urteil wurde am 3. Mai 2023 vom belgischen Schiedsgericht für den Sport bestätigt. Buksa wurde bei allen möglichen 14 Ligaspielen eingesetzt, bei denen er vier Tore schoss. 
Zur Saison 2023/24 wurde Buksa ein drittes Mal verliehen, diesmal an den österreichischen Bundesligisten WSG Tirol. Während der Leihe kam er zu 29 Einsätzen in der Bundesliga, in denen er einmal traf. Zur Saison 2024/25 kehrte er nicht mehr nach Genua zurück, sondern wechselte zurück nach Polen, wo er sich Górnik Zabrze anschloss.

### Nationalmannschaft
Seit 2018 spielt Buksa für diverse polnische Jugendnationalmannschaften.

## Sonstiges
Sein älterer Bruder Adam (* 1996) ist ebenfalls professioneller Fußballspieler und steht seit der Saison 2022/23 beim RC Lens in der französischen Ligue 1 unter Vertrag.